# Dufrenita
La dufrenita és un mineral de la classe dels fosfats, que pertany i dona nom al grup de la dufrenita. Rep el seu nom en honor d'Ours Pierre Armand Petit Dufrenoy (1798 — 1857), professor de mineralogia de l'École des Mines de París.

## Característiques
La dufrenita és un fosfat de fórmula química Ca0,5Fe2+Fe₅3+(PO₄)₄(OH)₆(H₂O)₂. Cristal·litza en el sistema monoclínic. La seva duresa a l'escala de Mohs és de 3,5 a 4,5.
Segons la classificació de Nickel-Strunz, la dufrenita pertany a «08.DK - Fosfats, etc, amb cations de mida mitjana i gran, (OH, etc.):RO₄ > 1:1 i < 2:1» juntament amb els següents minerals: richelsdorfita, bariofarmacosiderita, farmacosiderita, natrofarmacosiderita, hidroniofarmacosiderita, farmacoalumita, natrofarmacoalumita, bariofarmacoalumita, burangaïta, natrodufrenita, matioliïta, gayita, kidwel·lita, bleasdaleïta, matulaïta i krasnovita.

## Formació i jaciments
La dufrenita és un mineral secundari format principalment en menes de ferro. Ha estat trobada a l'Àfrica, Amèrica, Austràlia i Europa. A Catalunya se n'ha trobat a les mines Rocabruna, a Gavà (El Baix Llobregat, Barcelona). Sol trobar-se associada a altres minerals com: goetita, beraunita i quars.